# Kvartärgeologi
Kvartärgeologi är den del av geologin som behandlar den yngsta perioden i jordens historia, kvartär, som omfattar de senaste cirka 2,6 miljoner åren. Kvartär karaktäriseras av stora och ofta snabba klimat- och miljöförändringar (t.ex. istider). I Sverige är det främst jordarter som bildats under denna tid och kvartärgeologi kallas därför ibland även jordartsgeologi. Forskning och undervisning i kvartärgeologi bedrivs i Sverige idag främst vid universiteten i Lund, Stockholm och Göteborg.